# Operace Tinok
Operace Tinok (hebrejsky מבצע תינוק‎, mivca Tinok, doslova operace Dítě) byla vojenská akce provedená v květnu 1948 během počáteční fáze první izraelsko-arabské války izraelskou armádou. Jejím cílem bylo evakuovat děti z izolovaných židovských vesnic ohrožených egyptskou invazí.

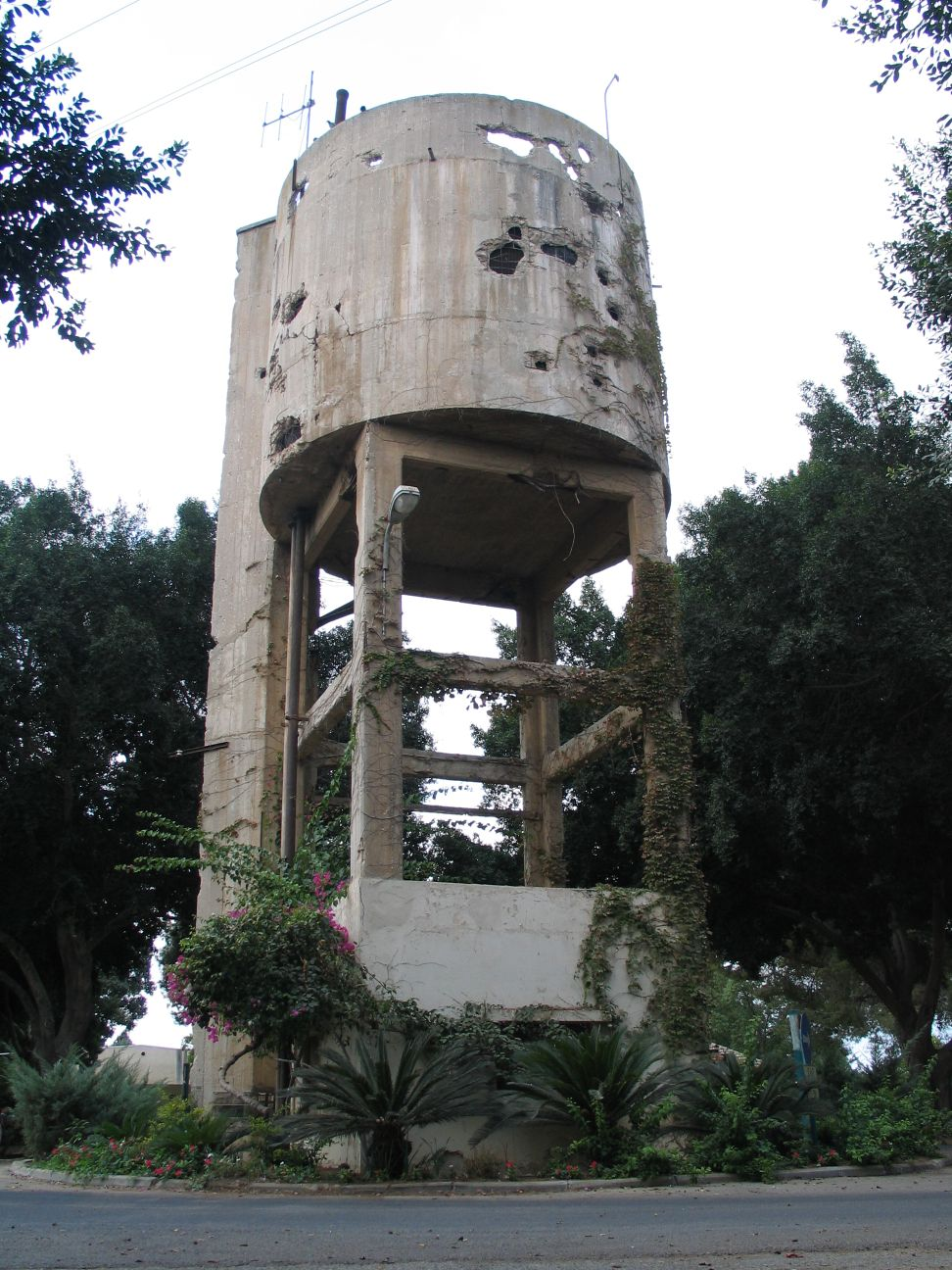
Vesnice Negba, místo těžkých bojů v roce 1948

V květnu 1948 začala první arabsko-izraelská válka, která na rozdíl od předchozí fáze, takzvané občanské války v Palestině, měla již jednoznačný charakter konvenčního konfliktu, do kterého se navíc zapojilo několik invazních armád sousedních arabských států. V Negevu operovala egyptská armáda, která se odtud tlačila směrem do centra země a k Jeruzalému. Rozsáhlá část židovských osad v Negevu se ocitla v obklíčení egyptským vojskem. Nedlouho předtím došlo k pádu židovských osad v bloku Guš Ecion a osud tamních osadníků, kteří byli zabiti, mučeni či zajati, vedl k nutnosti lépe koordinovat přítomnost civilistů. Operaci Tinok provedla brigáda Giv'ati ve dnech 17. - 29. května 1948. Bylo rozhodnuto, že nejprve budou evakuovány děti z nejizolovanějších osad, později případně i ty z dalších vesnic ohrožených válečnými akcemi. Operace proběhla v klidu bez jediného zranění. 17. května byly například do bezpečí odevzdány děti z osady Nicanim, téhož dne z kibucu Gezer, 18. května přišly na řadu děti z osady Negba, 19. května z kibucu Gat a z Kfar Menachem. Dospělým, kteří měli tendenci exponované vesnice opustit, to ovšem umožněno nebylo a obecným pravidlem státu Izrael během následujících měsíců války bylo udržet všechny židovské osady.